# Розувастатин
Розувастатин (Rosuvastatin) — гиполипидемическое лекарственное средство ІV поколения из группы статинов. Разработан японской фармацевтической компанией Shionogi, реализуется с 2003 года.

## Фармакологическое действие
Розувастатин является селективным и конкурентным ингибитором ГМГ-КоА-редуктазы, превращающей 3-гидрокси-3-метилглутарил кофермент А в мевалоновую кислоту, являющуюся предшественником стеринов, включая холестерин. Розувастатин повышает количество печёночных рецепторов ХС-ЛПНП (холестерина липопротеинов низкой плотности) на поверхности клеток, увеличивая захват и катаболизм ХС-ЛПНП, и угнетает синтез ХС-ЛПОНП в печени, поэтому снижает общее количество частиц ХС-ЛПОНП (холестерина липопротеинов очень низкой плотности) и ХС-ЛПНП. Повышает содержание ХС-ЛПВП (холестерина липопротеинов высокой плотности). Уменьшает размеры атеросклеротической бляшки и увеличивает просвет сосудов. Снижает уровень С-реактивного белка.

## Фармакокинетика
90 % фармакологической активности обеспечивается самим розувастатином, оставшиеся 10 % – его метаболитами, образующимися в печени. Далее препарат выводится в неизмененном виде через кишечник, а водорастворимые метаболиты – с мочой.

## Показания
Гиперхолестеринемия. Рекомендуется использовать только после того, как другие меры, такие как диета, физические упражнения и снижение веса не улучшили уровень холестерина в достаточной степени.

## Противопоказания
- Гиперчувствительность к розувастатину
- Заболевания печени в активной фазе
- Тяжёлые нарушения функции почек (клиренс креатинина меньше 30 мл/мин)
- Одновременный приём циклоспорина, варфарина
- Периоды беременности или лактации
- Непереносимость лактозы/дефицит лактазы (содержит лактозу в качестве вспомогательного вещества)

## Лекарственное взаимодействие
Следующие препараты могут привести к негативным взаимодействиям в комбинации с розувастатином и должны быть обсуждены с лечащим врачом:
- Антикоагулянты: Варфарин (Мареван, Варфарекс) — увеличивается риск возникновения кровотечений;
- H2-антигистаминные средства: Циметидин (Беломет, Гистодил®, Примамет®, Симесан) — увеличивается риск снижения эндогенных стероидных гормонов;
- Иммунодепрессанты: Циклоспорин (Консупрен, Оргаспорин, Панимун Биорал, Сандиммун®, Экорал®) — повышается риск развития рабдомиолиза и острой почечной недостаточности;
- Противогрибковые средства: Кетоконазол (Ливарол®, Низорал®, Микозорал®, Себозол®, Перхотал) — повышается риск развития рабдомиолиза и острой почечной недостаточности;
- Дополнительные гиполипидемические средства: Клофибрат (Atromid-S), Фенофибрат (Tricor), Гемфиброзил (Lopid) — увеличивается риск побочных эффектов;
- Препараты никотиновой кислоты: Ниацин, Niaspan, Niacor, Эндурацин — повышается риск развития рабдомиолиза и острой почечной недостаточности;
- Ингибиторы протеазы ВИЧ: Атазанавир (Реатаз), Ритонавир (Ринвир, Норвир), Лопинавир, Ритонавир (Калетра) — повышается риск развития рабдомиолиза и острой почечной недостаточности;
- Диуретики: Спиронолактон (Верошпирон, Спирикс®, Альдактон, Верошпилактон, Урактон) — увеличивается риск снижения эндогенных стероидных гормонов.
- Потребление алкоголя должно быть уменьшено во время приёма розувастатина, чтобы снизить риск развития повреждения печени[5].
- Антациды (гидроксиды алюминия и магния), такие как Mylanta и Maalox, не следует принимать в течение двух часов после приёма розувастатина[5].
- Сердечные гликозиды: Дигоксин (Новодигал) — концентрация дигоксина увеличивается.

## Способ применения и дозы
Перед лечением пациенту рекомендуется диета, направленная на алиментарное снижение уровня холестерина. Принимается однократно в дозе 5, 10, 20 или 40 мг в виде таблеток.

## Побочное действие
Миалгия, миопатия, миозит, в редких случаях рабдомиолиз (в сумме встречаются в менее чем 4 % случаев от общего количества лиц, принимавших розувастатин).
Существуют доказательства более высокого риска рабдомиолиза при применении розувастатина по сравнению с другими препаратами группы статинов.

## FDA
В марте 2012 года FDA обновила своё руководство для статинов, включив в него отчёты о случаях потери памяти, повреждения печени, повышенного сахара в крови, развития сахарного диабета 2 типа и повреждении мышц. В новом руководстве указано:
- FDA было установлено, что повреждения печени, связанные с использованием статинов, редко, но могут произойти.
- Отчёты о случаях потери памяти, забывчивости и промежутках путаницы отмечены у всех статинов и во всех возрастных группах. Эти переживания редки, но пострадавшие часто сообщают о «нечёткости» в своём мышлении.
- Небольшое увеличение риска повышенного уровня сахара в крови и развития сахарного диабета 2 типа были зарегистрированы с использованием статинов.
- Некоторые препараты взаимодействуют со статинами таким образом, что увеличивает риск повреждения мышц (миопатии), проявляющееся необъяснимой мышечной слабостью и болью.

## Доказательная база
Один из наиболее изученных статинов. В исследованиях принимало участие более 170 тысяч пациентов. Использовались в том числе методы ультразвуковой внутрисосудистой диагностики. Доказано снижение частоты инфарктов, инсультов, общей смертности за счёт уменьшения размеров атеросклеротических бляшек. Продолжает интенсивно изучаться.